# فنی گریسون ویلارد
فنی گریسون ویلارد (انگلیسی: Fanny Garrison Villard; ۱۶ دسامبر ۱۸۴۴ – ۵ ژوئیهٔ ۱۹۲۸) فعال سافرجت زنان در آمریکا، فعال صلح، و از بنیانگذاران انجمن ملی پیشرفت رنگین‌پوستان بود. او دختر ناشر و فعال آزادی بردگان ویلیام لیولد گریسون و همسر سرمایه‌دار و تاجر راه‌آهن هنری ویلارد بود.